# Басім Касім
Басім Касім Хамдам Аль-Суваїд (араб. باسم قاسم حمدان; нар. 22 березня 1959, Ірак) — іракський футболіст та тренер, виступав на позиції захисника та півзахисника.

## Клубна кар'єра
Футбольну кар'єру розпочав у 1979 році в столичній «Аль-Амана». У 1981 році перейшов до «Ат-Таярану». З 1983 року виступав у «Аш-Шорті», у футболці якої провів більшу частину ігрової кар'єри. За період виступів став справжньою легендою клубу. Футбольну кар'єру завершив у 1990 році.

## Кар'єра в збірній
27 вересня 1985 року зіграв поєдинок кваліфікації Чемпіонату світу 1986 проти Об'єднаних Арабських Еміратів. У 1986 році був викликаний тренером Еварісто де Маседо для участі в Чемпіонаті світу 1986 року, де команда Іраку вилетіла за підсумками групового етапу. На цьому турнірі зіграв у двох матчах: проти Парагваю та країни-господарки турніру.

## Стиль гри
Будучи футболістом міг однаково вдало виступати як на позиції захисника, так і в півзахисті свого клубу.

## Кар'єра тренера

### Клубна
Після завершенні кар'єри гравця розпочав тренерську діяльність. З 1990 по 1994 та в 1996 роках працював у «Аш-Шорті». Спочатку очолював резервну команду, згодом допомагав тренувати першу команду. З 1993 року — головний тренер першої команди. З 1996 по 2000 рік тренував клуби «Ель-Кут», «Аль-Карх», «Салахаддін», «Діяла» та «Дахук». З 2002 по 2003 рік знову тренував «Аш-Шорту» (за винятком нетривалого періоду часу в 2003 році, коли очолював «Аль-Джаїш»). З 2003 по 2017 рік працював в іракських та єменських клубах: «Аль-Вехда», «Аль-Завраа», «Аль-Оруба», «Аль-Аглі», «Дахук», «Закхо», «Аш-Шорта», «Аль-Сулейманія», «Аль-Нафт» та «Аль-Кува». З 2018 року працює на посаді головного тренера клубу «Аль-Кува».

### У збірних
Перший тренерський досвід роботи зі збірними Касім отримав у 1996 році, коли допомагав тренувати юнацьку збірну Іраку U-20. З 1999 по 2001 рік допомагав тренувати головну збірну країни, паралельно з цим у 2000 році очолював юнацьку збірну Іраку U-17. А з 2017 по 2018 рік був головним тренером національної збірної Іраку.

## Статистика

### Як тренера
Станом на 16 вересня 2018
| Команда    | Нац     | З              | По             | Досягнення | Досягнення | Досягнення | Досягнення | Досягнення |
| Команда    | Нац     | З              | По             | І          | В          | Н          | П          | % Перемог  |
| ---------- | ------- | -------------- | -------------- | ---------- | ---------- | ---------- | ---------- | ---------- |
| Діяла      | Ірак    | 1998           | 1999           | 30         | 10         | 12         | 8          | 33,33      |
| Аль-Завраа | Ірак    | 21 липня 2015  | 9 червня 2016  | 31         | 20         | 9          | 2          | 64,52      |
| Аль-Кува   | Ірак    | 5 липня 2016   | 14 серпня 2017 | 50         | 31         | 18         | 1          | 62,00      |
| Ірак       | Ірак    | 22 травня 2017 | 4 серпня 2018  | 17         | 8          | 8          | 1          | 47,06      |
| Аль-Кува   | Ірак    | 14 серпня 2018 | теперішній час | 3          | 3          | 0          | 0          | 100,000    |
| Загалом    | Загалом | Загалом        | Загалом        | 131        | 71         | 47         | 13         | 54,20      |

## Досягнення

### Як гравця
Національна збірна Іраку
- Кубок арабських націй: 
  -  Володар (1): 1985

- Панарабські ігри
  -  Володар (1): 1985

«Аш-Шорта»
- Арабський чемпіонат серед поліцейських
  -  Чемпіон (1): 1985

### Як тренера

#### Головні
- Елітний кубок Іраку
  -  Володар (1): 2002 («Аш-Шорта»)

- Єменська ліга
  -  Чемпіон (1): 2007 («Аль-Аглі» (Сана))

- Прем'єр-ліга (Ірак)
  -  Чемпіон (3): 2009/10 («Дахук»), 2015/16 («Аль-Завраа»), 2016/17 («Аль-Кува»)

- Кубок АФК
  -  Володар (2): 2016, 2018 (обидва — «Аль-Кува»)

#### Другорядні
«Аш-Шорта»
- Кубок Аль-Наср Аль-Адім
  -  Володар (1): 1996

- Міжнародний чемпіонат Аль-Кудс
  -  Чемпіон (1): 2002

«Аль-Завраа»
- Кубок Тішрін
  -  Володар (1): 2004

Ірак
- Кубок Аль-Кудс
  -  Володар (1): 2018 (розділений)

### Індивідуальні
- Обраний на 16-е місце у голосуванні за найкращого в історії гравця «Аш-Шорти»[1].